# Київське православне молодіжне братство святих князів страстотерпців Бориса та Гліба
Київське православне молодіжне братство святих князів страстотерпців Бориса та Гліба - братство Православної Церкви України.
Борисоглібське братство було засновано на свято Стрітення 2002 року із благословення Патріарха Філарета, тоді ж була проведена і перша зустріс братчиків. Пізніше такі зустрічі переросли у Всеукраїнські з’їзди православної молоді УПЦ КП, які відбуваються щороку в лютому.
Метою діяльності братства є пропагування християнського способу життя серед молоді, сприяння духовному зростанню та воцерковленню через духовне навчання та участь у літургійному житті Церкви, а також реалізація соціальних проектів та сприяння товариському спілкуванню в християнській спільноті.
Серед проектів братства — паломництва й табори, видавничий напрямок (у 2008 р. братство ініціювало видання відомої дитячої серії «Християнська читанка»), створення братського камерного хору «Преображення», соціальні програми. Зокрема у 2003 році група братчиків на чолі з Оленою Борзяк взялися опікуватися Бучацьким дитячим інтернатом неподалік від Києва. Вони проводили щотижневі зустрічі з дітьми. Пізніше кілька братчиків стали хрещеними батьками дітей та стали ними опікуватися. Ще одним проектом стали відвідини дитячого будинку «Малятко», що в Білій Церкві. Братчики протягом року відвідували цей заклад. Останніми роками учасники братства відвідують онкохворих дітей Київської обласної лікарні.